# Ivan Woods
Ivan Woods (* 31. Dezember 1976 in Toronto) ist ein ehemaliger kanadisch-maltesischer Fußballspieler.
Woods begann seine Karriere in der Maltese Premier League beim FC Valletta. Dort spielte er vier erfolgreiche Jahre. Für die Saison 1998/99 wurde er an Sliema Wanderers ausgeliehen. Nachdem sein Vertrag beim FC Valletta ausgelaufen war, ging er zu Pietà Hotspurs. Dort spielte er die nächsten sechs Jahre erfolgreich, wo er auch aufgrund seiner Torgefährlichkeit im Jahre 2003 sein Debüt in der Nationalmannschaft Maltas gab. Bis zum Jahr 2011 kam er dort 48 Mal zum Einsatz. Von Sommer 2005 an spielte er fünf Jahre lang aktiv und erfolgreich für Sliema Wanderers. Im Jahr 2010 wechselte er zum FC Floriana, ehe er zwei Jahre später zu den Wanderers zurückkehrte. Im Jahr 2014 beendete er seine Karriere.

## Erfolge
FC Valletta
- 1996/97, 1997/98, 1998/99 Meister der Maltese Premier League
- 1994/95, 1995/96, 1996/97 Pokalsieger

Sliema Wanderers
- 2008/09 Pokalsieger

FC Floriana
- 2010/11 Pokalsieger